# スロバキア人
スロバキア人（スロバキアじん、スロヴァキア人、スロバキア語:  Slováci （スロヴァーツィ））は、ヨーロッパ中東部、現在のスロバキア共和国を中心に居住しているスラブ系民族。西スラブ人に分類され、スロバキア語を用いる。現在はスロバキア共和国の多数民族であり、他には隣国のチェコ共和国やハンガリーの他、移民によるアメリカ合衆国やカナダ、あるいはセルビアなどでの居住者が多い。

## 歴史

### 北部ハンガリー
現在のスロバキアの地域は9世紀に大モラビア王国が支配し、現在のチェコ東部のモラビアとともにスラブ人が居住した。しかし、10世紀に入ると南方から進出したマジャル人が大モラビア王国を倒し、スロバキア地域は「北部ハンガリー」としてハンガリー王国の一部となった。その後もこの地域はスラブ人が多く住んでいたが、現在のチェコ西部のボヘミアにおけるチェック人（チェコ人）のように活発な民族運動は展開されず、民族としての定義はあいまいなままだった。
また、ハンガリー王国は1526年からハプスブルク家が支配したが、オスマン帝国（トルコ）にハンガリー平原を支配されたため、北部ハンガリーのポジョニ、現在のブラチスラヴァに遷都した（1536年－1784年）。このため、北部ハンガリーはスラヴ人以外にマジャル人やドイツ人、さらにユダヤ人やロマが居住する民族混住地域となった。一方、18世紀にハンガリー王国がハンガリー平原を回復すると、多くのスラブ系住民が新領土に移住した。これが現在のハンガリーやセルビアに居住するスロバキア人の祖先となっている。

### スロバキア人としての自覚
19世紀に入り、ハプスブルク帝国内で民族主義運動が盛んになると、北部ハンガリーのスラブ人も自らの出自への関心が強まった。彼らは言語や文化でボヘミアのチェック人との共通性が多かったが、神聖ローマ帝国の領域内でドイツ化が進んだチェック人との差異もあったため、独自の「スロバキア人」という意識が徐々に定着していった。ハプスブルク帝国は1867年にオーストリア・ハンガリー帝国となったが、スロバキア人の地位は低く留め置かれ、帝国内での自治を求める声が強かった。また、ハンガリー王国の首都がブダペストへ帰還し、スロバキア経済が停滞すると、多くのスロバキア人移民がアメリカ合衆国へと渡った。

### チェコスロバキア共和国
1918年、第一次世界大戦でオーストリア・ハンガリー帝国の苦戦が続く中、トマーシュ・マサリクによるスラブ系民族の独立運動が進展した。マサリクはチェコ出身だったが、父親がスロバキア人で、ボヘミア・モラビア・スロバキアの帝国北西部地域を統合したスラブ国家の独立を求めていた。10月18日にマサリクがチェコスロバキアの独立を宣言すると、ほどなくオーストリア・ハンガリーは連合国側に降伏し、帝国は滅亡した。
スロバキア人は新しいチェコスロバキア共和国でチェック人・モラヴィア人と並ぶ主要民族の一つとなり、スロバキア人としての自覚が高められた。一方、スロバキアはチェコより人口が少なく、農業中心の経済構造もチェコとの格差の原因になったため、スロバキア人の中には不満を持つ者も多く、スロバキア人民党による民族自決の主張が支持された。また、ミュンヘン協定とその後の第一次ウィーン裁定により、南部スロバキアのハンガリー王国への割譲が決定されるとスロバキア人の怒りは沸騰し、共産党を除くすべての政党がスロバキア人民党に合流した。

### スロバキア共和国 (1939年-1945年)
1939年3月、ドイツのアドルフ・ヒトラー政権の干渉により、3月14日にスロバキア共和国が成立し、チェコスロバキアは解体された。スロバキア共和国の大統領にはスロバキア人民党党首のヨゼフ・ティソが就任した。この国はスロバキア初の「独立国家」だったが、実態はドイツの傀儡政権でしかなく、ハンガリー王国への領土割譲（第一次ウィーン裁定）、ユダヤ人やロマの虐殺（ホロコースト）、第二次世界大戦（ポーランド侵攻・独ソ戦）への参戦など、常にドイツの命令に従う事しかできなかった。この国は1945年5月8日に降伏して消滅し、スロバキアは再建されたチェコスロバキアの一部となった。

### 社会主義時代
ソビエト連邦によって占領されたチェコスロバキアではチェコスロバキア共産党の力が強まり、1948年のチェコスロバキア二月クーデターで社会主義政権が誕生した。クレメント・ゴットヴァルト大統領による独裁が強まると、チェコスロバキア共産党の下部にあるスロバキア共産党に分離主義への疑念がかけられ、1952年にはスラーンスキー裁判でスロバキア共産党の幹部が処刑された。これ自体は冤罪だったが、戦前と同様にチェコに対して劣勢な立場にあるスロバキア人は中央集権国家への不満が常にあった。また、戦後の混乱期にアメリカへ渡る亡命者もいた。
1968年、スロバキア出身者として初めて国家の最高指導者となったアレクサンデル・ドゥプチェクは、後にプラハの春と呼ばれる社会主義改革の一環として国家体制の変革に着手した。同年8月のワルシャワ条約機構軍（ソ連が中心）による軍事介入や、1969年4月のドゥプチェク失脚後もこの流れは続き、同年にグスターフ・フサーク政権により連邦制が導入されて、スロバキアはスロバキア社会主義共和国としてチェコと同格に扱われる共和国となった。スロバキア人の政治的権利は保障されたが、経済や文化では依然としてチェコに押される状況が続いた。

### 分離独立
1989年11月のビロード革命により共産党政権が崩壊し、自由化運動の中心だったヴァーツラフ・ハヴェルを大統領とするチェコおよびスロバキア連邦共和国が成立すると、スロバキア人の自立傾向が一気に加速した。連邦国家の名称決定ではスロバキア側が同格性を主張したハイフン戦争が発生し、1992年の総選挙では民族主義を唱える民主スロバキア運動のヴラジミール・メチアルがスロバキア共和国の首相に就任した。自立を求めるスロバキア側の要求は、社会主義体制時代に建設されたスロバキアの重工業が時代遅れなので経済改革の負担になると考えていたチェコ側にとってむしろ好都合で、1993年1月1日に平和的な連邦解体とスロバキアの分離独立が実現した（ビロード離婚）。
この結果、スロバキア人は新たなスロバキア共和国で多数派（約85%）の民族となり、分離したチェコ共和国でも一部が少数民族として居住する事になった。逆に、スロバキア共和国内では人口の約10%を占めるマジャル人（ハンガリー人）や、ロマ・チェコ人（モラビア人を含む）などが住んでいる。いずれの場合でも、スロバキア語や各民族語による教育などが行われており、深刻な民族対立の発生は抑えられている。

## 文化
w:List of Slovaksを参照
西スラブ人の一部であり、スラブ語族に属するスロバキア語を話す。一方、長年にわたりハプスブルク帝国（ハンガリー）の支配に服し、その文化的影響を強く受けた。大モラヴィア王国時代にキリスト教のローマ・カトリックへの信仰が広まり、近世の宗教改革後もスロバキア人の多数派はカトリック信仰を守った。なお、スロバキア人の中にはプロテスタントの他、社会主義体制の影響で無神論者を名乗る少数派も存在する。また、文字もラテン文字をベースにした字母のアルファベットを利用している。
チェコ人とは近世以来の歴史を長く共有し、1992年まで連邦制国家を形成していたため、文化的関係が極めて近い。使用する字母では若干の違いがあるが、スロバキア語とチェコ語でそれぞれ相手に話しても意思疎通が可能と言われている。
ハンガリー王国やハプスブルク帝国の影響で、芸術家として業績を残したスロバキア人が多く存在する。16世紀の彫刻家、マスター・パヴォル・ズ・レヴォチェ（en:Master Paul of Levoča）は現在の100スロバキア・コルナ紙幣の肖像に使われ、20世紀にはエウゲン・スホニュやアレクサンデル・モイゼスなどの作曲家も輩出した。他にも政治家のアレクサンデル・ドゥプチェクなどがスロバキア人として有名である。

## 人口
現在、スロバキア人は全世界で約663万人がいるとされている。そのうちスロバキア共和国内に約460万人が居住し、スロバキア共和国の総人口の85%となっている。
スロバキア国外に居住するスロバキア人は約200万人と言われており、アメリカ合衆国への居住者が一番多い。2000年の人口調査では82万人がスロバキア人と答えた。ただし、1990年には188万人がスロバキア人と答えたので、半分以下に減少している事になる。また、「チェコスロバキア人」と答えた40万人の多くはスロバキア人と考えられている。ポーランド人のシカゴのような、スロバキア人が集住する都市は知られていない。
その他では、連邦分離後のチェコに住むのが約18万人（チェコの総人口の約2%）おり、他に国境の変更で残ったハンガリー・ポーランドなどの近隣諸国、あるいはカナダやイギリス・フランスへの移民などがいるとされる。